# XXVIII Universiade
La XXVIII Universiade estiva (제28회 하계 유니버시아드) si è svolta a Gwangju, Corea del Sud, dal 3 al 14 luglio 2015.

## Programma
Il programma di Gwangju 2015 ha previsto la disputa di competizioni in 20 sport:
- Atletica leggera (dettagli)
- Badminton (dettagli)
- Baseball (dettagli)
- Calcio (dettagli)
- Canottaggio (dettagli)
- Ginnastica
  -  Ginnastica artistica (dettagli)
  -  Ginnastica ritmica (dettagli)
- Golf (dettagli)
- Judo (dettagli)
- Taekwondo (dettagli)
- Nuoto (dettagli)
- Pallacanestro (dettagli)
- Pallamano (dettagli)
- Pallanuoto (dettagli)
- Pallavolo (dettagli)
- Scherma (dettagli)
- Tennis (dettagli)
- Tennistavolo (dettagli)
- Tiro (dettagli)
  -  Tiro a segno
  -  Tiro a volo
- Tiro con l'arco (dettagli)
- Tuffi (dettagli)

## Assegnazione
Il Comitato Esecutivo della FISU ha eletto la città organizzatrice della XXVIII Universiade durante il congresso del 23 maggio 2009 tenutosi a Bruxelles, Belgio. Su di un totale di 410 punti assegnabili dal Comitato di valutazione, la città coreana di Gwangju ne ha collezionati 397; le concorrenti Edmonton (Canada) e Taipei (Cina Taipei) ricevettero rispettivamente 389 e 354 punti.
Alla scadenza del 15 ottobre 2008 spedirono la lettera d'intenti alla FISU ben sei città ma dopo una serie di ritiri solo le tre citate consegnarono il dossier di candidatura:

### Candidature ritirate
- Poznań

La città polacca ha ritirato la propria candidatura principalmente per motivi economici
- Rio de Janeiro o Brasilia
- Vigo e Granada

Inizialmente la città andalusa aveva espresso l'intenzione di candidarsi per la manifestazione estiva, ma la mancanza di candidature per l'edizione invernale dello stesso anno ha convinto le autorità cittadine a candidare la città per le Universiadi invernali. La città di Vigo ha ritirato la propria candidatura principalmente per questo motivo, considerando certa l'investitura di Granada.

### Ipotesi non ufficializzate
Avevano inizialmente espresso interesse nell'organizzazione dell'evento, ma non hanno finalizzato le proprie ambizioni:
- Amburgo[9][10]
- Viterbo[11]

### Calendario
Il 1º settembre 2008 la FISU ha reso noto il calendario della procedura d'assegnazione della manifestazione.
- Fase di candidatura
  - 1º settembre 2008 - Apertura delle candidature
  - 15 ottobre 2008 - Scadenza per la consegna delle lettere d'intenti
  - 1º novembre 2008 - Invio delle condizioni di candidatura alle città
  - 15 marzo 2009 - Termine ultimo per l'invio dei documenti di candidatura alla FISU e per il pagamento della tassa di candidatura, e chiusura della fase di candidatura
- Fase di valutazione
  - 15 marzo/30 aprile 2009 - Valutazione dei documenti di candidatura e visite delle città candidate da parte della commissione esaminatrice
  - 30 aprile/29 maggio 2009 - Preparazione del documento finale di valutazione
- Fase di elezione
  - 23 maggio 2009 - Consegna del documento finale di valutazione al Comitato Esecutivo della FISU; presentazione delle città candidate d'innanzi al Comitato Esecutivo della FISU; elezione della città organizzatrice
- Fase di pagamenti
  - 30 giugno 2009 - Termine ultimo per il pagamento delle tasse di organizzazione

## Medagliere
Nazione ospitante 
| Pos.   | Paese           | Oro | Argento | Bronzo | Totale |
| ------ | --------------- | --- | ------- | ------ | ------ |
| 1      | Corea del Sud   | 47  | 32      | 29     | 108    |
| 2      | Russia          | 34  | 39      | 49     | 122    |
| 3      | Cina            | 34  | 22      | 16     | 72     |
| 4      | Giappone        | 25  | 25      | 35     | 85     |
| 5      | Stati Uniti     | 20  | 15      | 19     | 54     |
| 6      | Francia         | 13  | 9       | 8      | 30     |
| 7      | Italia          | 11  | 15      | 17     | 43     |
| 8      | Ucraina         | 8   | 17      | 6      | 31     |
| 9      | Iran            | 7   | 2       | 6      | 15     |
| 10     | Taipei Cinese   | 6   | 12      | 18     | 36     |
| 11     | Kazakistan      | 6   | 0       | 4      | 10     |
| 12     | Germania        | 5   | 5       | 8      | 18     |
| 13     | Lituania        | 5   | 1       | 3      | 9      |
| 14     | Polonia         | 4   | 10      | 4      | 18     |
| 15     | Australia       | 4   | 3       | 12     | 19     |
| 16     | Bielorussia     | 4   | 3       | 5      | 12     |
| 17     | Regno Unito     | 3   | 4       | 4      | 11     |
| 18     | Rep. Ceca       | 3   | 3       | 3      | 9      |
| 19     | Belgio          | 3   | 1       | 3      | 7      |
| 20     | Thailandia      | 2   | 7       | 9      | 18     |
| 21     | Canada          | 2   | 4       | 2      | 8      |
| 22     | Turchia         | 2   | 2       | 12     | 16     |
| 23     | Brasile         | 2   | 2       | 4      | 8      |
| 24     | Mongolia        | 2   | 1       | 2      | 5      |
| 25     | Sudafrica       | 2   | 0       | 4      | 6      |
| 26     | Ungheria        | 2   | 0       | 3      | 5      |
| 27     | Azerbaigian     | 2   | 0       | 1      | 3      |
| 28     | Rep. Dominicana | 2   | 0       | 0      | 2      |
| 29     | Romania         | 1   | 3       | 3      | 7      |
| 30     | Giamaica        | 1   | 3       | 1      | 5      |
| 30     | Nuova Zelanda   | 1   | 3       | 1      | 5      |
| 32     | Serbia          | 1   | 2       | 4      | 7      |
| 33     | Estonia         | 1   | 2       | 1      | 4      |
| 33     | Portogallo      | 1   | 2       | 1      | 4      |
| 35     | India           | 1   | 1       | 3      | 5      |
| 36     | Costa d'Avorio  | 1   | 1       | 1      | 3      |
| 36     | Irlanda         | 1   | 1       | 1      | 3      |
| 38     | Cipro           | 1   | 0       | 1      | 2      |
| 39     | Armenia         | 1   | 0       | 0      | 1      |
| 39     | Barbados        | 1   | 0       | 0      | 1      |
| 39     | Uganda          | 1   | 0       | 0      | 1      |
| 39     | Uzbekistan      | 1   | 0       | 0      | 1      |
| 43     | Messico         | 0   | 3       | 2      | 5      |
| 44     | Croazia         | 0   | 3       | 0      | 3      |
| 44     | Marocco         | 0   | 3       | 0      | 3      |
| 46     | Slovacchia      | 0   | 2       | 2      | 4      |
| 47     | Lettonia        | 0   | 2       | 1      | 3      |
| 48     | Paesi Bassi     | 0   | 1       | 7      | 8      |
| 49     | Indonesia       | 0   | 1       | 3      | 4      |
| 50     | Algeria         | 0   | 1       | 0      | 1      |
| 50     | Botswana        | 0   | 1       | 0      | 1      |
| 50     | Burkina Faso    | 0   | 1       | 0      | 1      |
| 50     | Hong Kong       | 0   | 1       | 0      | 1      |
| 50     | Norvegia        | 0   | 1       | 0      | 1      |
| 50     | Slovenia        | 0   | 1       | 0      | 1      |
| 56     | Spagna          | 0   | 0       | 3      | 3      |
| 56     | Svizzera        | 0   | 0       | 3      | 3      |
| 58     | Finlandia       | 0   | 0       | 2      | 2      |
| 58     | Malaysia        | 0   | 0       | 2      | 2      |
| 58     | Svezia          | 0   | 0       | 2      | 2      |
| 58     | Vietnam         | 0   | 0       | 2      | 2      |
| 62     | Argentina       | 0   | 0       | 1      | 1      |
| 62     | Danimarca       | 0   | 0       | 1      | 1      |
| 62     | Kirghizistan    | 0   | 0       | 1      | 1      |
| Totale | Totale          | 274 | 273     | 336    | 883    |